# 초콜릿 바나나

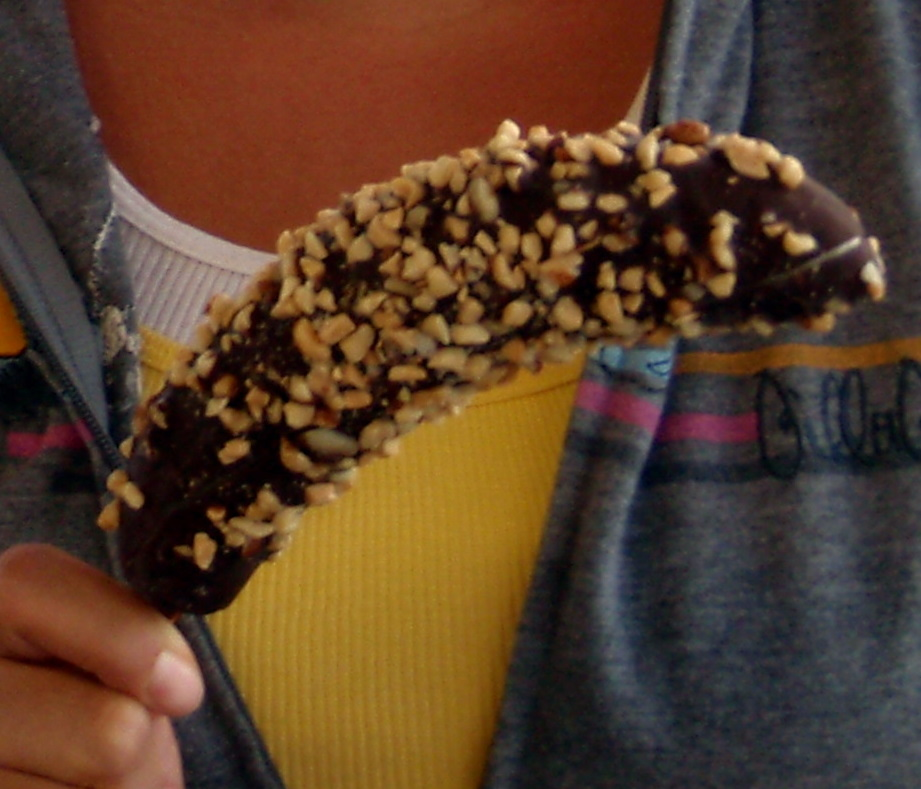
초콜릿 바나나

초콜릿 바나나(chocolate banana)는 껍질을 벗긴 바나나에 막대를 꽂아 초콜릿 시럽을 묻혀 먹는 간식, 후식의 한 종류이다. 취향에 따라 견과류 등 여러 가지 토핑을 뿌려 먹기도 한다.
영어권에서는 "초콜릿커버드 버내너(chocolate-covered banana)"로 부르며, 일본에서는 "초코바나나(チョコバナナ)"로 부른다.

## 사진

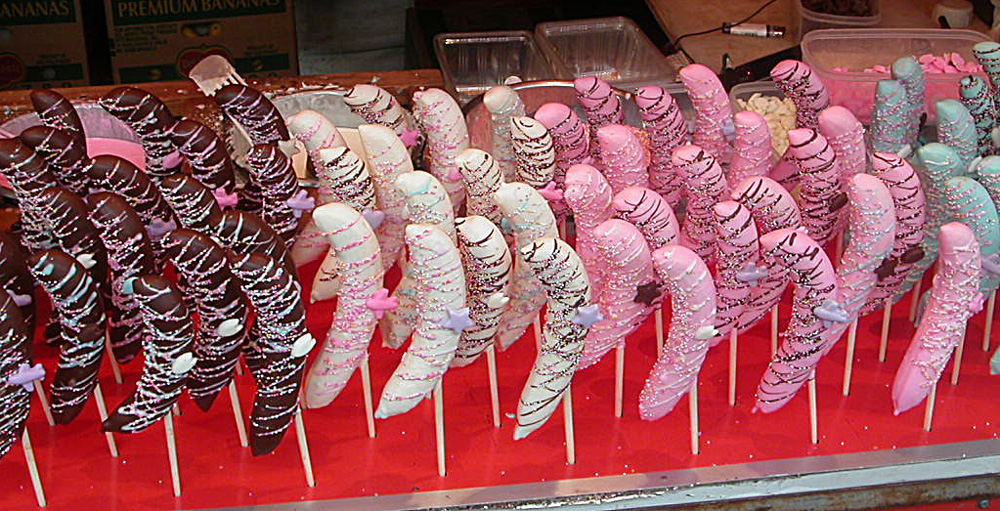
일본에서 판매되는 초코바나나 사진

## 같이 보기
- 바나나
- 일본 요리